# Akira Tanaka
Pour les articles homonymes, voir Tanaka.
Akira Tanaka (田中 阿喜良, Tanaka Akira, né Akira Nakajima le 20 août 1918 à Osaka et mort le 10 juin 1982 à Boulogne-Billancourt,) est un artiste-peintre japonais figuratif qui a essentiellement travaillé en France. On lui doit notamment de nombreuses scènes autour de la vie courante des Parisiens, sa principale source d’inspiration.

## Biographie
Né à Osaka en 1918, Akira Tanaka fait ses études à l’École supérieure des beaux-arts de Kyoto (1943) avant de venir s’installer définitivement en France en 1959 (dans la lignée directe d’autres artistes japonais tels Tsugouharu Foujita, Takanori Oguiss ou encore Sadami Yokote). À partir de 1955, il participe à plusieurs expositions (au Japon, aux États-Unis, en Australie ainsi qu’en Nouvelle-Zélande) et reçoit en 1957 le 1er Prix de la critique japonaise (Grand Prix Shell) et le Grand Prix du Salon Kodobijutsu (Tokyo).
Dès son arrivée en France, il expose au Salon d'automne de Paris (dont il devient membre en 1961) et reçoit le 1er Prix de Villeneuve-sur-Lot, le 1er Prix de Pont-Aven et le Grand Prix de l’Exposition internationale de Monaco. À partir de 1960 et jusqu’à la fin de sa vie, il exposera dans de nombreuses galeries : galerie Jeanne Castel (1960 et 1962 - Paris, galerie Hervé (1964 et 1972 - Paris), galerie Nuovo Sagittario (1971, 1972 et 1973 - Milan), galerie Nichido (1970 et 1971 - Tokyo et Nagoya), galerie Yaesu-Hibiya (1980 - Tokyo), etc. Il participera également à de nombreux évènements artistiques de renom (exposition « École de Paris » et salon Comparaisons (1961 - Paris), Exposition internationale d’art figuratif (1962 - Tokyo), exposition « Chefs-d’œuvre de l’année » (1963 - Tokyo), Biennale de Tokyo (1965), Exposition d’art moderne (1964 et 1966 - Tokyo), « Artistes japonais en Europe » organisée par les musées nationaux d'art moderne de Tokyo et Kyoto (1972), etc.
En 1975, le journal Mainichi organise une grande exposition rétrospective « Akira Tanaka » au Musée d'art moderne de Kanagawa. À partir de là, de nombreuses expositions et  acquisitions par les musées et institutions japonaises des œuvres de l’artiste : Ministère de l’Éducation nationale (1969), Musée central de Tokyo, etc.
L’artiste meurt prématurément à Paris en 1982 à l’âge de 64 ans. Après sa mort, une exposition « Hommage à Akira Tanaka » est organisée par la galerie Yoshii à Paris (1983). En 1989 et 1990, il sera exposé à Paris au Salon Comparaisons et au Salon des indépendants. En octobre 2009, après près de 20 ans d’absence sur la scène artistique française et européenne, la galerie Nicolas Deman a organisé une importante exposition sur l’artiste disparu (avec un livre-catalogue illustré de près de 100 pages). Enfin, en octobre 2011, une exposition hommage lui a été consacrée sur les Champs-Élysées (Paris 8e) à l'occasion du Salon d'automne 2011. En 2022, une première exposition muséale est organisée en France au musée Bernard-Boesch de La Baule.

## Œuvre

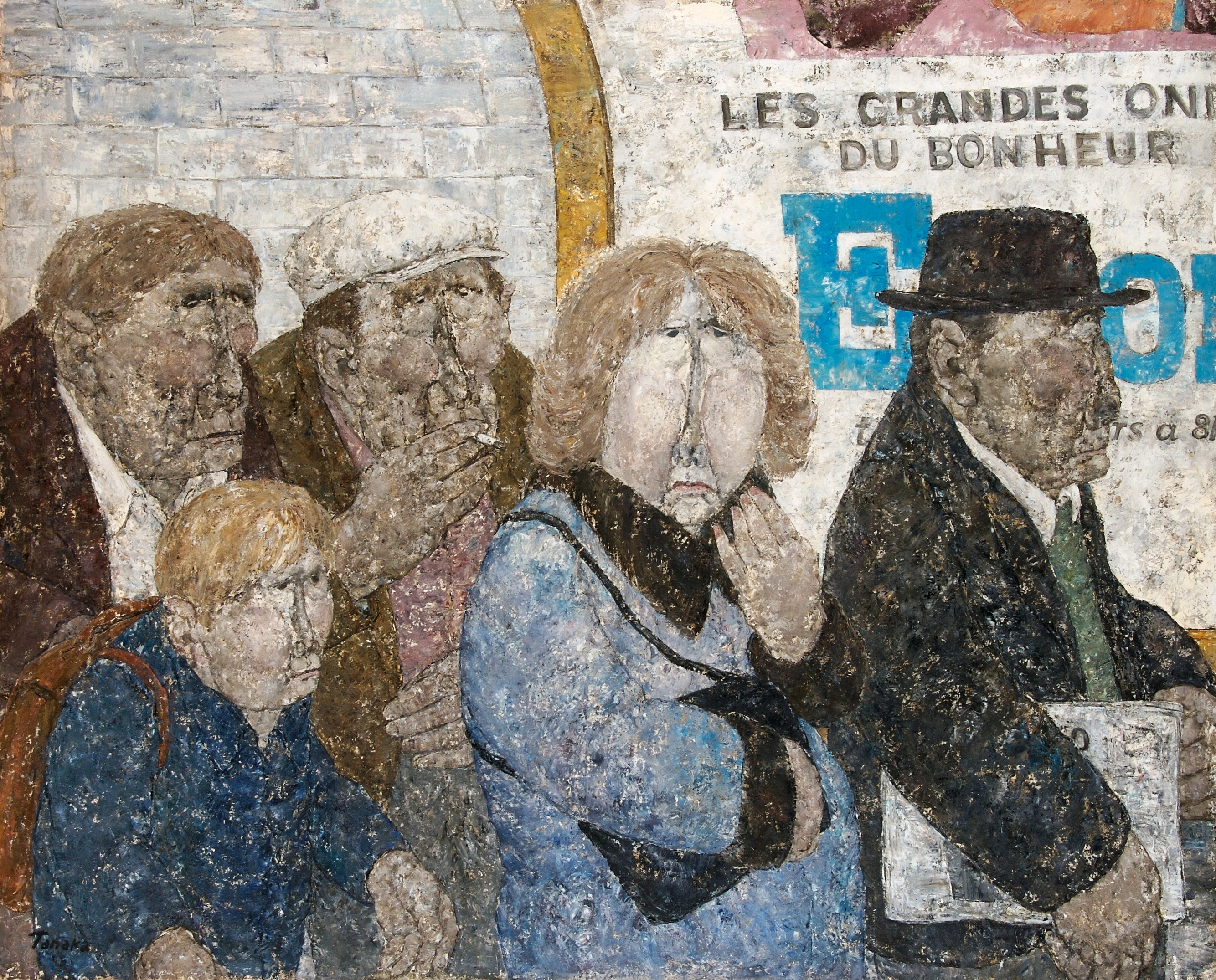
Le Quai de métro (vers 1978)

Aux dires d’un expert-collectionneur sur l’artiste (M. MD Fitoussi, qui a organisé avec la galerie Nicolas Deman une exposition sur Tanaka en octobre 2009) : « Sous l’influence notamment de l’Art Brut avec Jean Dubuffet, l’œuvre de Tanaka va faire écho au renouveau du mouvement de la figuration d’après-guerre pour réussir à véritablement se situer une fois au contact de la Ville des lumières ».
Dans ce même catalogue, il est expliqué que la spécificité de l’œuvre de Tanaka « c’est avant tout les gens et plus particulièrement les Européens des années 1960-1970 issus des couches populaires de la société – Français (les Parisiens principalement), Espagnols, Portugais, ou encore Italiens (pour ces derniers les Vénitiens en particulier) » (citation tirée d'un article par M. MD Fitoussi : 'Comment parler brièvement et justement de la peinture de Tanaka', page 5 du catalogue d'exposition de la Galerie Nicolas Deman, Paris 2009). En effet, dans son travail, Tanaka va énergiquement chercher à décrire le visage de « l’Homme Authentique » chez ces gens du peuple qui, selon ses propres mots, « ne portent pas de masque » (Journal Yomiuri, 1973). Et c’est donc, dès qu’il s’installera en France, que l’artiste, selon ses dires, passera la plupart de son temps à « errer » dans les rues (par exemple Montparnasse ou le Jardin du Luxembourg à Paris) ou sur les routes de campagne pour « capter » de façon méthodique et scrupuleuse (avec l’aide d’esquisses réalisées « à la volée ») la vérité spontanée qu’expriment à ses yeux le regard et les mimiques des gens. Parmi les thèmes récurrents qu’il aime peindre on retrouve le café-bistrot, le marché (aux fruits & légumes, aux puces, ou encore aux timbres), la mer et les marins-pêcheurs (particulièrement de Bretagne, d’Espagne et d’Italie), Le Journal (avec une préférence particulière pour le quotidien Le Figaro), les métiers (artisans et commerçants de rue en tout genre tel le cireur de chaussures, le vendeur de billets de loterie, le maçon, le tapissier, le céramiste, le vitrier, le fromager ou encore le postier), les musiciens (d’orchestre et de rue), les jeux (les échecs, la partie de cartes ou encore la pétanque), la maternité, les transports en commun (bus et métro), la discussion sur un banc, ou encore la corrida espagnole.
Dans une grande interview de 1973 publiée la même année dans un livre d’art, intitulé Vivre, par le journal japonais Yomiuri, Tanaka explique de façon très détaillée la manière dont il peignait ses toiles. On y retient qu’il aimait généralement utiliser des couleurs assourdies, dominées par les gris et les bruns mais traversées fréquemment de couleur vives (telles le rouge, le jaune, le bleu, ou encore le rose). On y retient également qu’il aura recours dès son arrivée en France à une toile de lin non préparée qu’il qualifiait de « toile grossière ». Par ailleurs, pour la couche de fond, l’artiste explique qu’il utilisait une peinture vinylique dissoluble dans l’eau qu’il étalait sur la toile au couteau pour donner un aspect rugueux et inégal. À partir de là et après avoir fait sécher cette première couche, Tanaka y rajoutait par-dessus une couche à base de blanc mélangée de façon non uniforme à des couleurs vives. Quand le tout était sec (en moyenne entre 3 et 4 jours), c’est là que l’artiste commençait à peindre la scène et les personnages retenus pour l’œuvre en question.
Tanaka a signé la plupart de ses toiles en caractères latins avec les mentions « Akira Tanaka », « Tanaka » ou encore parfois « Akira T ».
Dans cette même interview de 1973, Tanaka disait : « Il faut d’abord avoir de la sympathie, de la curiosité pour l’être humain à proprement parler et c’est seulement à partir de là que la forme nait. Et comme c’est dans le visage qu’apparait sans détour l’expression même de l’homme, le visage est un point essentiel dans mes œuvres. »
Durant toute sa vie, Tanaka va œuvrer à créer une peinture à l’expressionnisme contenu. Dès ses débuts, il réalisera de gigantesques fresques illustrant une Europe d’autrefois faite de personnages à l’expression parfois japonisante. Cette œuvre figurative, qui se chiffre par des centaines de toiles, aboutira à décrire une certaine mélancolie humaine, le tout sur un fond de couleur ténue soigneusement et volontairement déposée avec irrégularité. Et donc par ce paradoxe inhabituel, d’arriver à faire ressentir une certaine douceur au travers d’une image personnifiée a priori austère, Tanaka a réussi à livrer ici un message artistique qui reste au demeurant unique dans son genre.

## Collections publiques
- Musée national d’art moderne de la préfecture de Kanagawa, Japon
- Ministère de l’Éducation nationale du Japon
- Musée « XXe siècle, Ikeda » de la préfecture de Shizuoka, Japon
- Musée Sanposo de la préfecture de Gifu, Japon
- Musée d'art Ōhara de la ville de Kurashiki, Japon
- Musée de la préfecture de Mie, Japon
- Musée national d’art moderne de Tokyo, Japon
- Musée de la ville de Himeji, Japon